# William Carragan
William Carragan, né le 18 juillet 1937 à Troy, dans l'État de New York, et mort le 9 juin 2024, est un musicologue, claveciniste et arrangeur américain, dont le nom est associé généralement à Bruckner par l'édition critique de partitions, la complétion d'œuvres et la rédaction de livrets de disques.

## Biographie
William Carragan a préparé diverses éditions des œuvres de Bruckner : l'édition de la version originale (1866) de la première symphonie (1998) ; de la seconde symphonie de Bruckner (1872) pour Bärenreiter (2005) ; les versions de 1874 et de 1876 de la troisième symphonie ; la version 1878 de la quatrième symphonie ; et celle des variantes de 1888 des mouvements 1, 2 et 4 de la huitième symphonie.
De 1979 à 1983, William Carragan se consacre à la reconstruction du finale de la neuvième symphonie de Bruckner.
Cet reconstruction a été créée en 1884 par Moshe Atzmon avec l'American Symphony Orchestra. La première européenne a eu lieu l'année suivante par Hubert Soudant avec l'Orchestre Symphonique d'Utrecht. La version originale de cette reconstruction a été enregistrée en 1986 par Yoav Talmi  pour le label Chandos.
Cette reconstruction a été révisée en 2003, 2006, 2010 et 2017. Une exécution de la révision de 2017 a eu lieu par Mladen Tarbuk avec l'Orchestre Symphonique de la Radio croétienne. 
Carragan a également donné un achèvement à la huitième symphonie de Schubert, qui a été enregistré par Gerd Schaller avec la Philharmonie Festiva en 2012.
Dans l'ère baroque, Carragan a effectué des arrangements d'un concerto pour quatre violons d'Antonio Vivaldi, réalisé pour quatre clavecins, ainsi qu'un concerto pour deux violons, réalisé pour deux clavecins. 
William Carragan est l'auteur du livre Anton Bruckner: Eleven Symphonies, un « Livre Rouge » sur les différentes versions des Symphonies de Bruckner édité par la Bruckner Society of America.

## Lien connexe
- Anton Bruckner